# Nederländerna i olympiska vinterspelen 1976
Nederländerna deltog med 7 deltagare vid de olympiska vinterspelen 1976 i Innsbruck. Totalt vann de en guldmedalj, två silvermedaljer och tre bronsmedaljer.

## Medaljer

### Guld
- Piet Kleine - Skridskor, 10 000 meter.

### Silver
- Piet Kleine - Skridskor, 5 000 meter.
- Dianne de Leeuw - Konståkning.

### Brons
- Hans van Helden - Skridskor, 1 500 meter.
- Hans van Helden - Skridskor, 5 000 meter.
- Hans van Helden - Skridskor, 10 000 meter.